# Théâtre en direct
Théâtre en direct était une émission de télévision française hebdomadaire consacrée au théâtre diffusée sur Direct 8 de 2005 à 2012. D'une durée de 2 heures, l'émission proposait la retransmission en direct d'une pièce de théâtre suivie d'un débat à chaud, sur le thème du spectacle, avec divers invités : gens de théâtre, philosophes, personnalités politiques, etc.

## Diffusion
Mise à l'antenne le 5 avril 2005, Théâtre en direct était retransmise en direct du Mac Mahon jusqu'au 28 décembre 2005. L'horaire de diffusion était chaque mercredi de 21 h à 23 h. Le Cinéma Mac Mahon, acquis peu auparavant par le groupe Bolloré, a été spécialement équipé d'une scène et de projecteurs de théâtre, ainsi que d'une régie de télévision, pour les besoins de l'émission Théâtre en direct.
À partir de 2006, les spectacles, débats et interviews ont été enregistrés dans les conditions du direct dans divers théâtres, à Paris et en province. L'émission a été alors en partie financée par le CNC.
L'émission a été diffusée pour la dernière fois en août 2012, peu avant le rachat de Direct 8 par Canal+.

## Concept
Sur une idée de Vincent Bolloré et de Jean-Luc Jeener, l'émission consistait en la retransmission en direct d'une pièce de théâtre suivi d'un débat, volontiers polémique. Ce débat ne portaient pas principalement sur le spectacle, sa mise en scène et son interprétation, mais plutôt sur le thème abordé par la pièce. Les pièces choisies étaient souvent des œuvres contemporaines, abordant parfois des sujets d'actualité. Les invités des débats étaient non seulement des gens de théâtre, mais aussi des philosophes, des responsables politiques, ou des théologiens.
Parmi les invités de ces débats, on note la présence de journalistes comme Philippe Tesson ou Étienne de Montety, de personnalités de la Résistance comme Lise London, Théo Klein, ou Raymond Lévy, d'hommes politiques comme François de Mazières, Jacques Myard ou Michel Giraud, ou bien encore de l'avocat Jean-Pierre Mignard. Parmi les personnalités du monde du spectacles : François Rollin, Caroline Loeb, Marc Jolivet, Fanny Cottençon... Jean-Luc Jeener, critique théâtre au Figaro pendant 30 ans, participait à tous les débats.
L'émission était animée par le comédien Frédéric Almaviva.

## Pièces retransmises en direct
- 6 avril 2005 : Une Mauvaise rencontre, de Charles de Gaulle, mise en scène : Jean-Luc Jeener ;
- 13 avril 2005 : Les Pèlerins de Tchernobyl, de Svetlana Alexeievitch, mise en scène Cyril Roche ;
- 20 avril : La Mort d'Antigone, de Claude-Henri Rocquet, mise en scène : Jean-Luc Jeener ;
- 27 avril : La Reine de la nuit, d'après Marc Boehm, mise en scène et interprétation : Christiane Marchewska ;
- 4 mai : Oubangui-Chari, texte et mise en scène : Jean-Luc Jeener ;
- 11 mai : L'Affaire Edouard, de Georges Feydeau, mise en scène : Philippe Naud ;
- 18 mai : CDI pour SDF, de Désiré de Lavie, mise en scène : Pascale Maigre ;
- 25 mai : Subvention, de Jean-Luc Jeener, mise en scène : Yvan Garouel ;
- 1er juin : Danger Public, de Frédéric Sabrou, mise en scène : Thierry Der’Ven ;
- 8 juin : On purge Bébé, de Georges Feydeau, mise en scène : Jean-Luc Jeener ;
- 15 juin : Chère Elena Serguéiéivna, de Ludmilla Razoumovskaïa, mise en scène : Pauline Mandroux ;
- 22 juin : Le Baptême, texte et mise en scène : Jean-Luc Jeener ;
- 29 juin : L'Amour existe, texte et mise en scène : Mitch Hooper ;
- 21 septembre : Le Petit maître corrigé, de Marivaux, mise en scène : Jean-Luc Jeener ;
- 28 septembre : Le Foulard, de Jean-Luc Jeener, mise en scène : Anne Coutureau ;
- 4 octobre : L'Échange, de Paul Claudel, mise en scène : Edith Garraud ;
- 12 octobre : Le Théâtre de l’amante anglaise, de Marguerite Duras, mise en scène : Philippe Desboeuf ;
- 19 octobre : Aux Survivants, texte et mise en scène : Nicole Gros ;
- 26 octobre : Les Justes, d’Albert Camus, mise en scène : Frédéric Almaviva ;
- 2 novembre : La Dispute, de Marivaux, mise en scène : Nicole Gros ;
- 9 novembre : Concessions, de Thierry Samitier, mise en scène : Marie-Sohna Condé ;
- 16 novembre : L’Histoire d’un merle blanc, d’Alfred de Musset, mise en scène : Anne Bourgeois ;
- 23 novembre : Les Émigrés, de Sławomir Mrożek, mise en scène : Jean-Luc Jeener ;
- 30 novembre 2005 : Le Triomphe de l’amour, de Marivaux, mise en scène de Jean-Luc Jeener ;
- 7 décembre : La Séparation, texte et interprétation : Jean-Paul Zehnacker ;
- 14 décembre : Théâtre, de Jean-Luc Jeener, mise en scène : Carlotta Clerici ;
- 21 décembre : À petit feu, adapté du roman de Henri-Frédéric Blanc Nuit gravement au salut par Marc Brunet, mise en scène : Ludovic Laroche ;
- 28 décembre : Les Fausses confidences, de Marivaux, mise en scène : Patrice Le Cadre.

## Pièces enregistrées dans les conditions du direct
- Les Pointilleuses, de Carlo Goldoni, mise en scène : Attilio Maggiulli, enregistré à La Comédie-Italienne
- Feu la mère de Madame, de Georges Feydeau, mise en scène : Pascal Guignard, enregistré au Mac Mahon
- Je t'avais dit, tu m'avais dit, de Jean Tardieu, mise en scène : Christophe Luthringer, enregistré au Théâtre du Lucernaire
- Fantasio, d'Alfred de Musset, mise en scène de Stéphanie Tesson, enregistré au Théâtre du Ranelagh
- Un Rêve de théâtre, de Molière, Corneille, Musset et E. Rostand, adaptation : Marcel Maréchal et François Bourgeat, par les Tréteaux de France, enregistré au théâtre de Douai
- Hamlet, de Shakespeare, mise en scène : Jean-Luc Jeener, enregistré au Théâtre du Nord-Ouest
- Embrassez-moi !, de Thierry Samitier, mise en scène : Françoise Falck, enregistré au Théâtre du Gymnase Marie-Bell
- Je m'occupe du café, texte et mise en scène : Nathalie Albar, enregistré au Théâtre Trévise
- Trois drôles de dames, de Isabeau de R., Charlotte Desgeorges, Nadia Roz, enregistré au Théâtre des Hauts-de-Seine
- Nouveaux talents, de Bernard Azimuth, Luc Antoni et Ian Delépine, enregistré au Théâtre des Hauts-de-Seine
- Le Directeur, de Gauthier Fourcade, Pierre Aucaigne et Saïda Churchill, enregistré au Théâtre des Hauts-de-Seine